# Neufchâtel-en-Saosnois
Neufchâtel-en-Saosnois is een gemeente in het Franse departement Sarthe (regio Pays de la Loire) en telt 763 inwoners (1999). De plaats maakt deel uit van het arrondissement Mamers.

## Geografie
De oppervlakte van Neufchâtel-en-Saosnois bedraagt 23,4 km², de bevolkingsdichtheid is 32,6 inwoners per km².
De onderstaande kaart toont de ligging van Neufchâtel-en-Saosnois met de belangrijkste infrastructuur en aangrenzende gemeenten.

## Demografie
Onderstaande figuur toont het verloop van het inwonertal (bron: INSEE-tellingen).